# Histoire du pays de Caux
 (mars 2019).
Motif : Doublon intégral avec page principale + partiellement hors-sujet
Pour un article plus général, voir Pays de Caux.
L'histoire du pays de Caux a été marquée par le peuple des Calètes dans l'Antiquité et par l'installation de colons danois, norvégiens et d'autres originaires de Grande-Bretagne au Moyen Âge. Elle s'inscrit dans l'histoire de la Normandie tout en gardant une certaine originalité, liée à son ouverture maritime et ses caractéristiques géologiques.

## Préhistoire
Les premiers habitants du pays de Caux ont pu habiter dans les nombreuses grottes des vallées et de la côte, sans qu’on puisse évaluer leur nombre de façon certaine. Parmi les sites les plus anciens se trouvent ceux situés sur les hauteurs de la ville du Havre (Bléville, Mare aux Clères, Frileuse) et sur les sites sous-marins de Sainte-Adresse et de Sassetot-le-Mauconduit, qui datent du Paléolithique inférieur. Ils ont notamment révélé des outils taillés en pierre de types clactonnien et acheuléen vieux approximativement d'un million d'années.
Pendant le Mésolithique, les cultures préhistoriques qui occupent le pays de Caux sont à rattacher à celles du Bassin parisien (Tardenoisien) avec cependant des caractéristiques qui évoquent des influences belges. La population s’est progressivement sédentarisée au cours du Néolithique.
Le site du Grand-Épouville sur la commune de Montivilliers a permis aux archéologues d’étudier un habitat de type Seine-Oise-Marne, des outils et des céramiques, datant du début de l’âge du bronze. Le pays de Caux a sans doute été colonisé par des peuples venus d’autres régions.

## Gaule indépendante: les Calètes

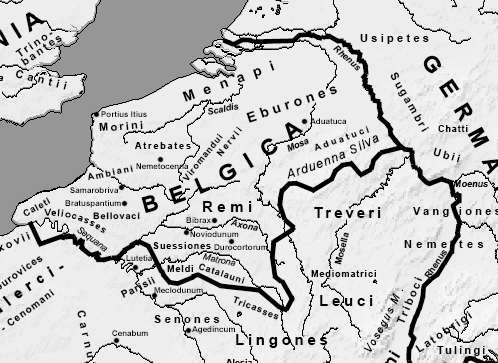
Le territoire calète à l’extrême sud-ouest de la Gaule Belgique.

Dans l’Antiquité, le pays de Caux est occupé par les Calètes, qui descendent du peuple celte des Belges, venu s’installer en Normandie par vagues successives entre le IVe et le IIIe siècle av. J.-C.. Le nom « Calète » vient sans doute du gaulois caleto-, terme celtique signifiant « dur » ou « vaillant", utilisé pour mettre en avant les qualités de ses combattants. On retrouve ce mot en gallois : caled ; ou en vieil-irlandais : calath, qui veut dire « héroïque »; en breton moderne kalet veut dire « dur ».
Selon la Guerre des Gaules de Jules César, les Calètes faisaient partie de la Gaule Belgique. Ils vivaient groupés dans les oppida, des villages agraires à enclos ou dans des fermes individuelles. Les oppida les plus importants sont ceux des Fossés de Bénouville à Étretat et du Camp de Canada à Fécamp. En 57 av. J.-C. , ces populations se groupent pour résister à l’assaut des légions césariennes. Mais elles sont finalement défaites.

## La paix romaine

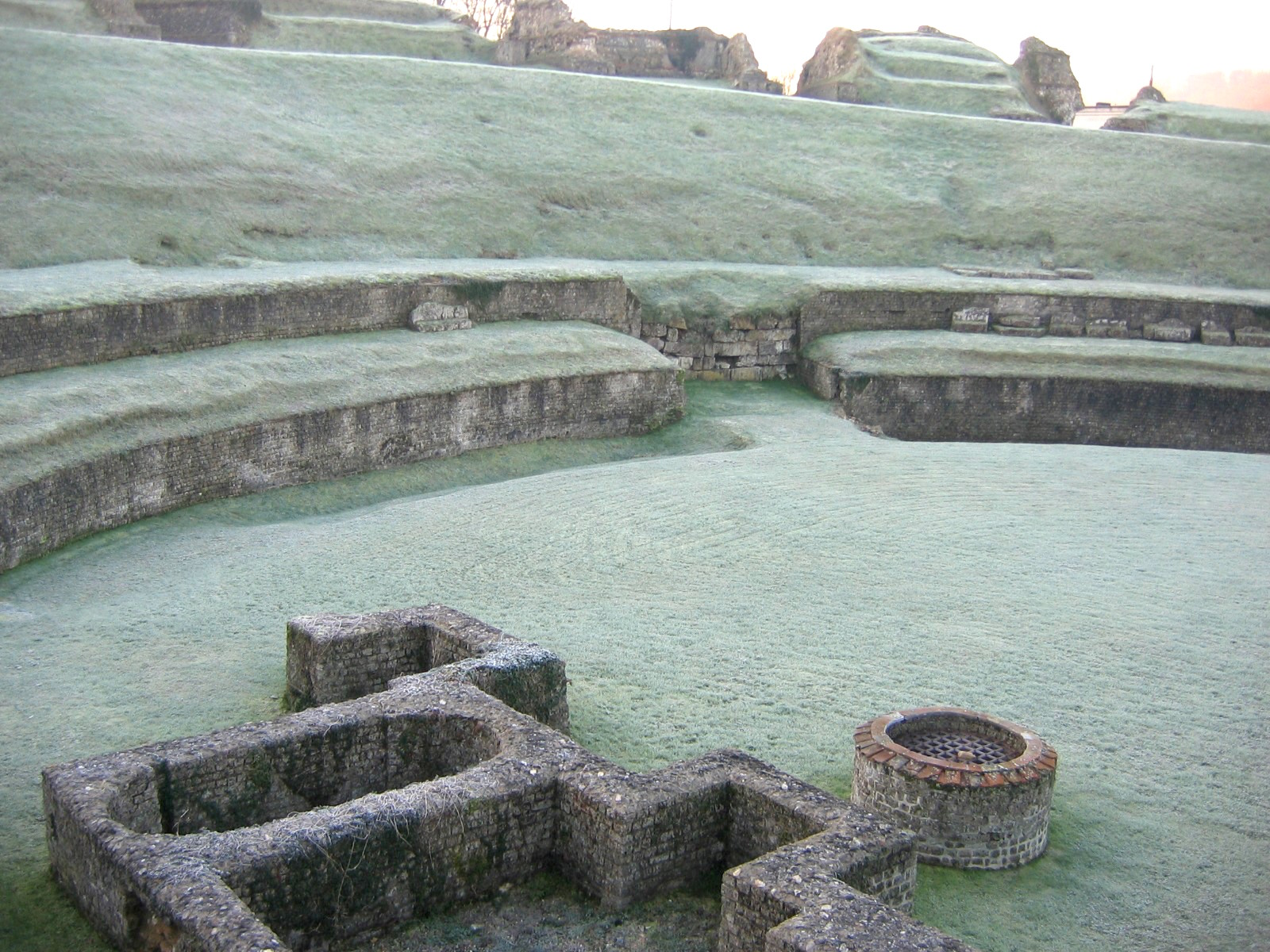
Théâtre gallo-romain de Lillebonne.

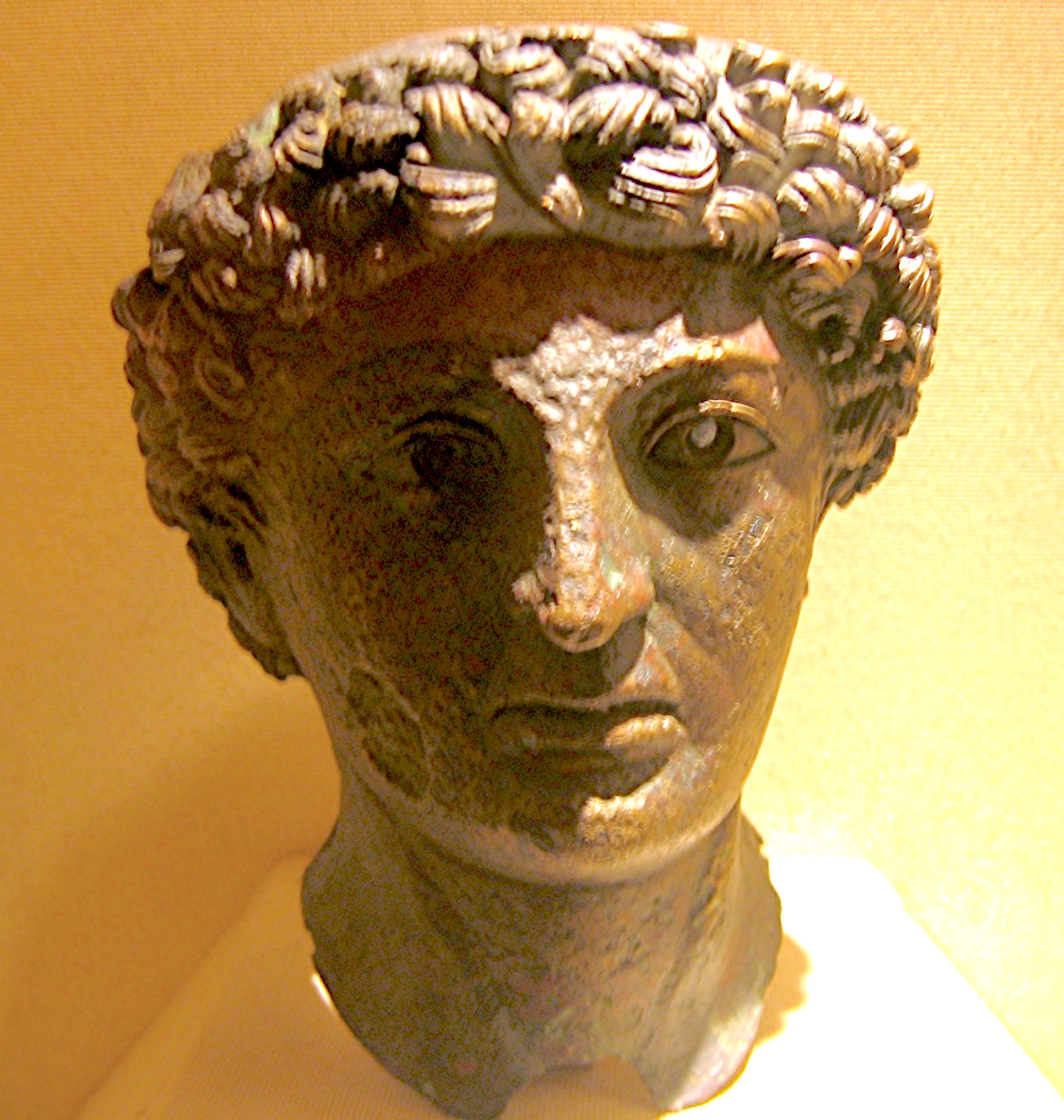
Tête d’un dieu romain en bronze, retrouvé à Lillebonne, musée des antiquités de la Seine-Maritime.

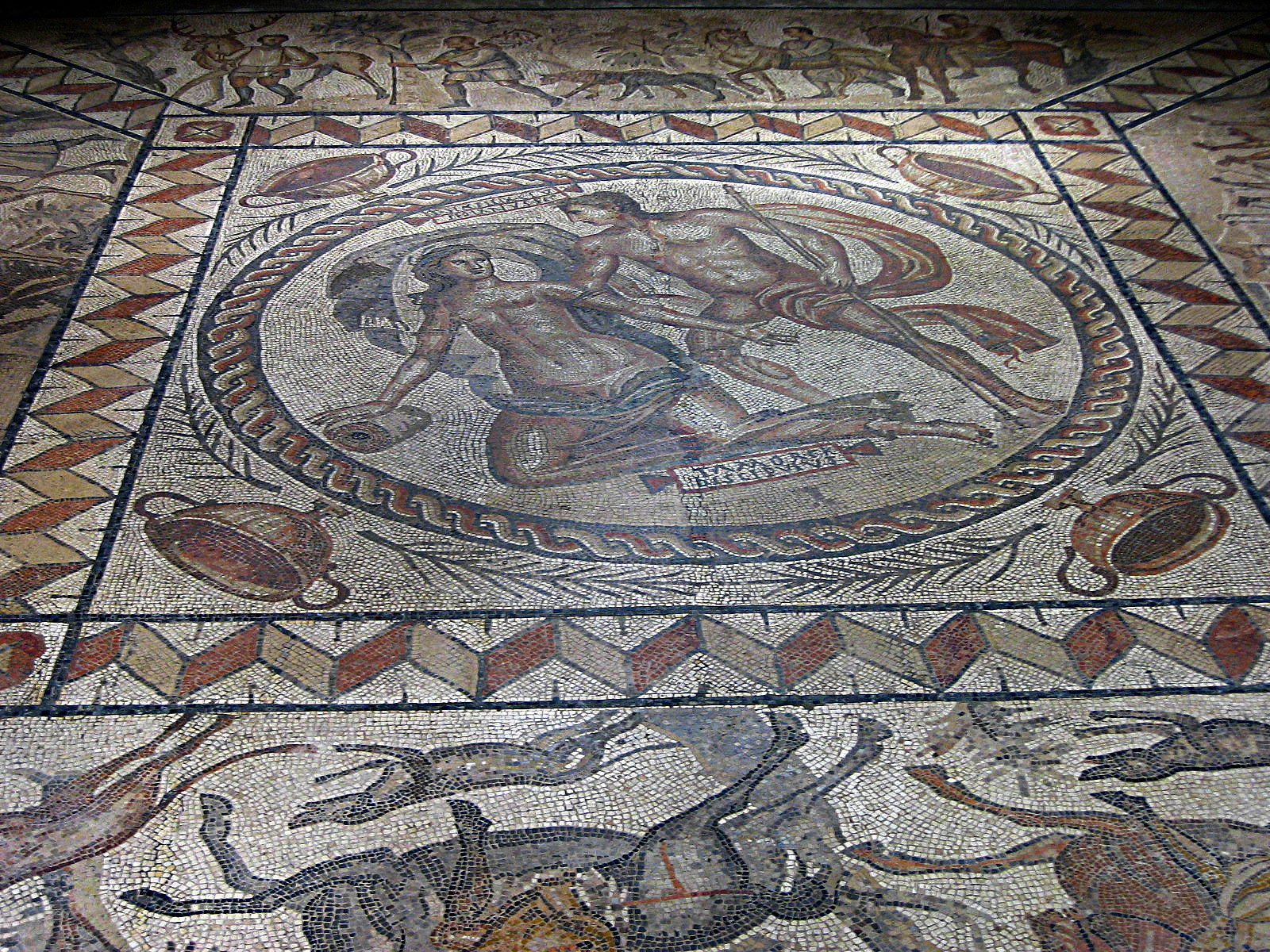
Mosaïque d’Orphée retrouvée à Lillebonne, musée des antiquités de la Seine-Maritime.

En 27 av. J.-C., l’empereur Auguste réorganise le territoire gaulois. Il fait créer la civitas caletorum (cité des Calètes) qui est incorporée à la province de Lugdunaise, dont la capitale est Lyon.
Les populations délaissent les oppida pour habiter dans les vallées. Les campagnes sont défrichées, les cultures et l’élevage se développent et l’artisanat fournit les exportations vers la Bretagne (l’actuelle Angleterre). Juliobona (l’actuelle Lillebonne) est alors la cité la plus peuplée du pays de Caux. La romanisation de la Normandie, comme ailleurs en Occident, passe par la construction de routes et par une politique d'urbanisation.
On connaît de nombreuses villas gallo-romaines dans le pays de Caux, grâce à la photographie aérienne et aux fouilles de sauvetage opérées pendant la construction de l’A29. Ces habitations rurales, au cœur d’un domaine foncier, pouvaient adopter deux grands types de plan. Le premier pouvait être longiligne, avec une façade ouverte vers le sud ; le deuxième s’inspirait davantage des villas italiennes, offrant un aspect ramassé et organisé autour d’une cour carrée. C’est le cas de la riche villa de Sainte-Marguerite-sur-Mer, entre Dieppe et Saint-Valery-en-Caux. Les constructeurs de ces villas utilisaient les matériaux locaux : silex, craie, calcaire, brique, torchis. La technique du colombage est héritée de cette époque et des huttes celtiques.
La Pax Romana est rompue avec les attaques germaniques du IIIe siècle : la côte d'Albâtre subit les incursions saxonnes et l’empereur romain ordonne la construction du litus Saxonicum pour défendre le plateau. Elle passe sous le commandement militaire du Dux tractus Armoricanus et Nervicanus. Les incursions reprennent au Ve siècle et contribuent au déclin des villes, la crise des campagnes et le retour de la forêt. Les traces d’incendies et les trésors monétaires enfouis à la hâte montrent les progrès de l’insécurité en Gaule du Nord. Le pays de Caux fait partie de ce qui reste d'Empire romain, sous le commandement du « Roi des Romains », Syagrius.

## Moyen Âge
Le roi Clovis bat Syagrius et s’empare de son territoire en 486 : le pays de Caux passe sous domination franque dans le cadre de la Neustrie, ce qui engendre l'arrivée de quelques éléments germaniques que les archéologues mettent en évidence dans les nécropoles de type franc (exemple à Héricourt-en-Caux, etc. Le Pays de Caux et le Talou (Arques) voisin deviennent alors deux pagi,, dirigés chacun par un comte qui représente l’autorité royale. Les toponymes en -court et les plus anciens en -ville datent de cette époque franque. Au VIIe siècle, le comte de Caux, Vaning ou Waning, fonda le premier monastère de Fécamp. Les Mérovingiens favorisent la christianisation des campagnes et la fondation d’abbayes qui perpétuent l’héritage antique et sont les seuls foyers culturels de l’époque : Fontenelle en 649, Jumièges vers 654, Pavilly et Montivilliers. Ces abbayes normandes adoptèrent rapidement la règle de saint Benoît. Elles possédaient de grands domaines fonciers, dispersés en France, dont elles tiraient des revenus élevés. Elles furent donc des enjeux dans les rivalités politiques et dynastiques.
En 751, le royaume mérovingien passe aux mains de la dynastie carolingienne et le centre politique s’éloigne vers les rives du Rhin. 
Les raids vikings débutent au début du IXe siècle. En 841, les Scandinaves remontent la Seine sur leurs drakkars, pillent et dévastent les monastères et les villes de la région. Les habitants livrés à eux-mêmes, ne trouvent de salut que dans la fuite. En 911, le roi Charles le Simple décide de donner la Basse-Seine au chef viking Rollon : le traité de Saint-Clair-sur-Epte marque la fondation du comté de Rouen, qui deviendra ensuite le duché de Normandie. Le pays de Caux, connaît un peuplement scandinave très dense, comme le montre la toponymie : parmi les suffixes les plus fréquents, citons –bec (Caudebec-en-Caux, Bolbec, etc., –dalle (Dieppedalle, Oudalle, ...), –fleur (Harfleur, Fiquefleur...), –vic (Sanvic), et –tot (Yvetot, Criquetot-l'Esneval, Vergetot). Les Vikings laissèrent également une empreinte durable dans les coutumes, l’architecture, le dialecte et le type ethnique cauchois.

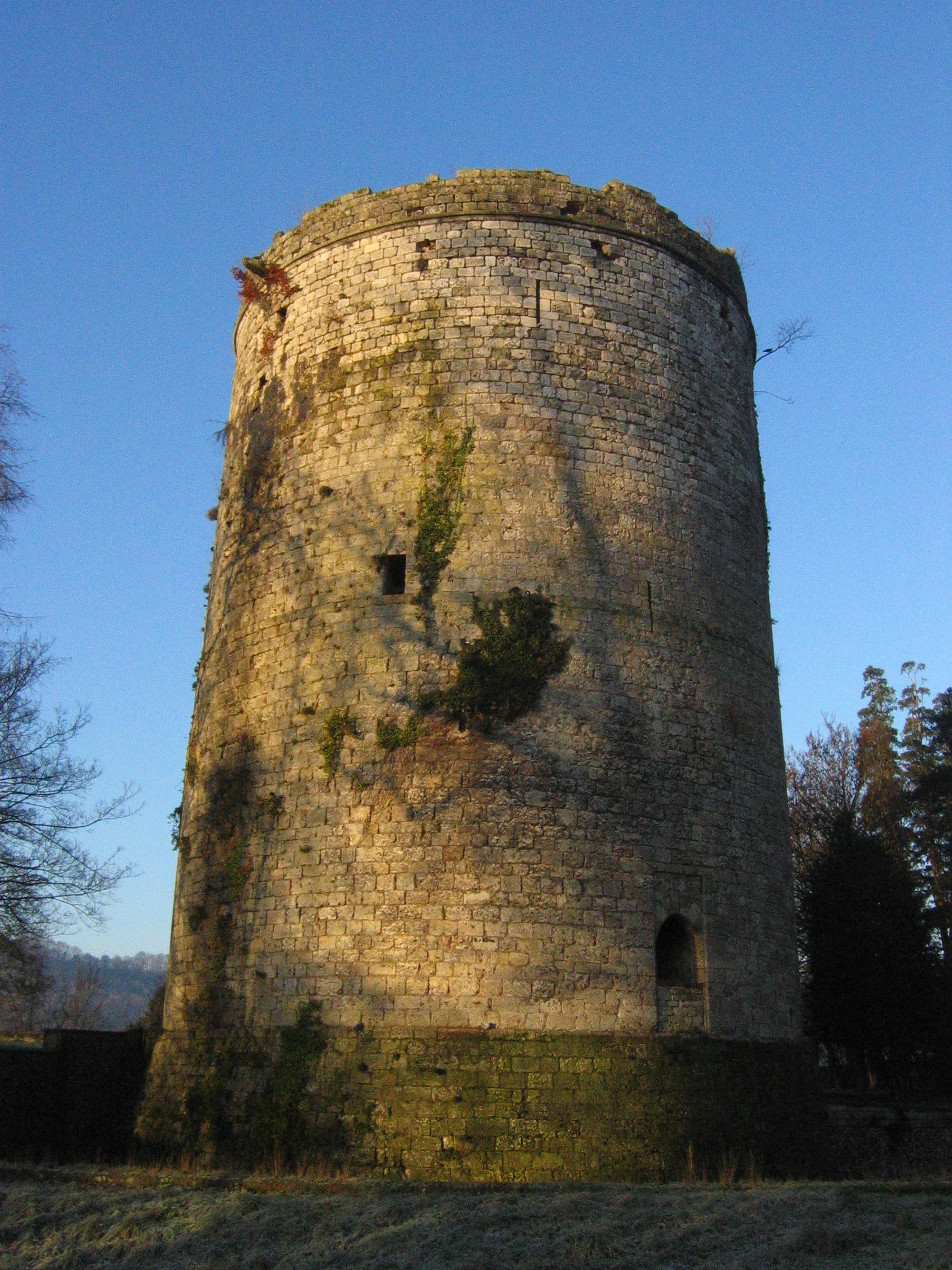
Donjon de Guillaume le Conquérant (Lillebonne).

Aux Xe siècle, les ducs résident souvent dans leurs palais de Fécamp et de Lillebonne, jusqu’à l'invasion de l’Angleterre en 1066 par Guillaume le Conquérant. Plus tard, Henri II d'Angleterre met en place le bailliage du pays de Caux, qui sera repris par le roi de France au XIIIe siècle.
La condition des paysans cauchois est alors relativement meilleure qu’ailleurs en France : les esclaves exploitent la réserve seigneuriale et les communautés rurales sont fortes. Les innovations agricoles (collier d'épaule, assolement triennal) arrivent très tôt en Normandie et entraînent une augmentation des récoltes. L’industrie textile se développe en liaison avec la culture des plantes tinctoriales ainsi que l’élevage ovin. La population du plateau de Caux augmente et les bourgs se développent, grâce à la draperie. Les habitants de Montivilliers, Harfleur et Fécamp achètent à Jean Sans Terre leur charte communale en 1202 et les bourgeois acquièrent des privilèges. Les échanges commerciaux se développent avec les régions voisines et avec l’Angleterre. Les marchands pêcheurs de Fécamp organisent une ghilde qui les protège et réglemente leurs activités. Les foires régionales se multiplient, celle d’Harfleur est alors l’une des plus réputées du pays de Caux. Après les invasions vikings, les ducs s’employèrent à rétablir la vie monastique en Normandie : vers 960, le réformateur Gérard de Brogne ressuscita Saint-Wandrille. Richard Ier fit reconstruire l’église abbatiale à Fécamp. Mais c’est Richard II qui fit venir Guillaume de Volpiano pour ranimer la vie de l’abbaye, selon la règle bénédictine.
En 1204, la Normandie est intégrée au domaine royal français. Le XIIIe siècle est une période de prospérité pour le pays de Caux. Le Grand Coutumier de Normandie est rédigé au milieu du XIIIe siècle. La Charte aux Normands est octroyée le 19 mars 1315, par le roi de France Louis le Hutin, qui fait écho à la Grande Charte des Anglais. Pour apaiser les révoltes périodiques des Normands, le roi a dû reconnaître la spécificité de la Normandie, et cette charte, ainsi que la seconde de 1339, sera considérée jusqu'en 1789 comme le symbole du particularisme normand.
Au début du XIVe siècle, le pays de Caux est touché comme le reste de la France par des vagues de famines et d’épidémies. La peste, qui fait son apparition en 1348, tue jusqu’à trois-quarts des habitants dans certains villages. Puis la région est dévastée par les chevauchées, les pillages et les batailles de la guerre de Cent Ans. La démographie s’effondre et de nombreux secteurs sont abandonnés. Le commerce est ralenti et l’activité économique perturbée.
Au début du XVe siècle, les Anglais pillent les campagnes du pays de Caux. Fécamp est incendiée en 1410. En 1415, le roi d’Angleterre Henri V débarque au Chef-de-Caux pour reconquérir ses terres patrimoniales ancestrales. Le 15 août, il assiège la ville d’Harfleur qui finit par tomber au bout d’un mois. La Normandie est occupée par les Anglais jusqu’en 1450.

## Époque moderne

### Renaissance et guerres de religion

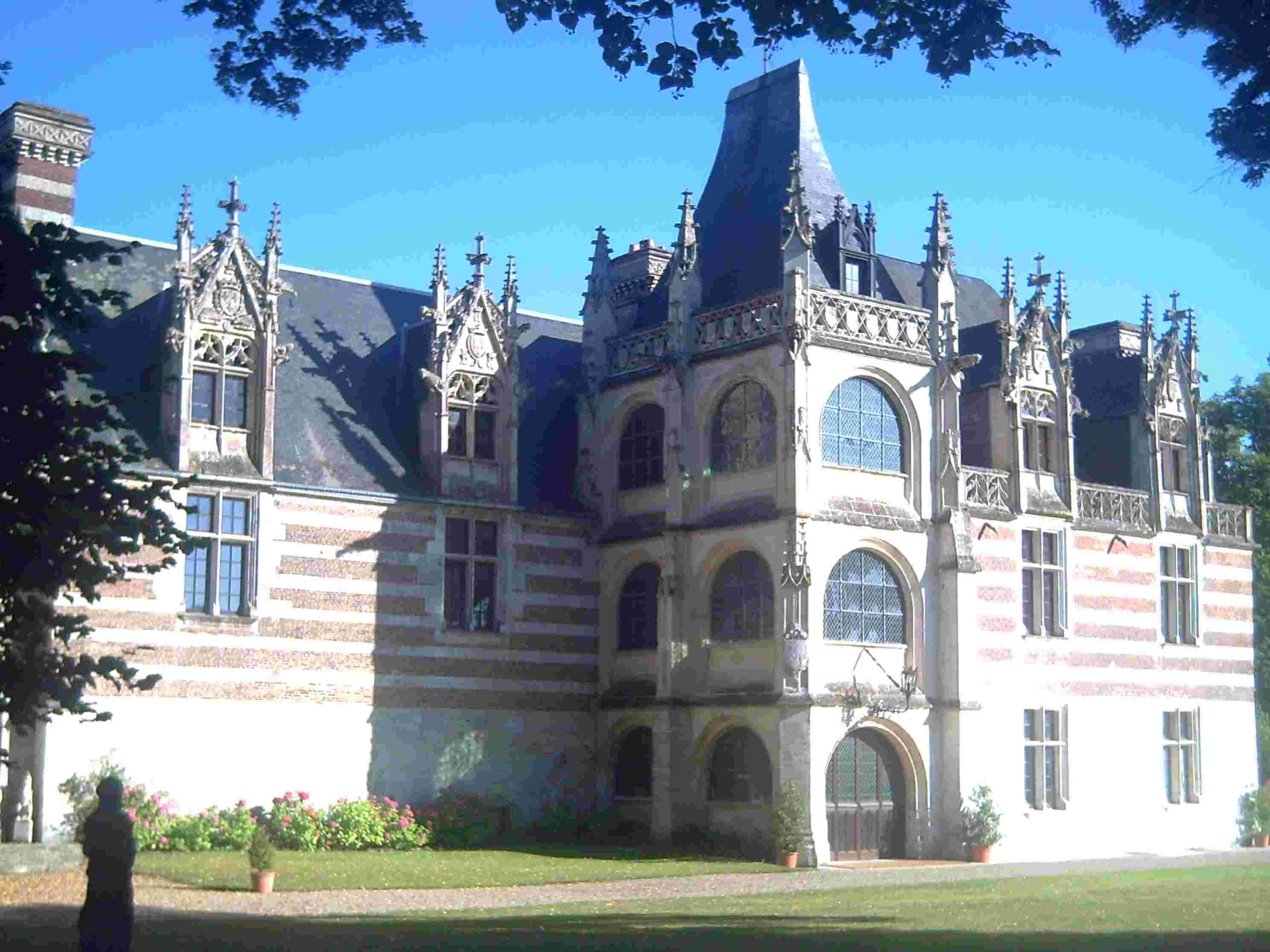
Château d'Ételan.

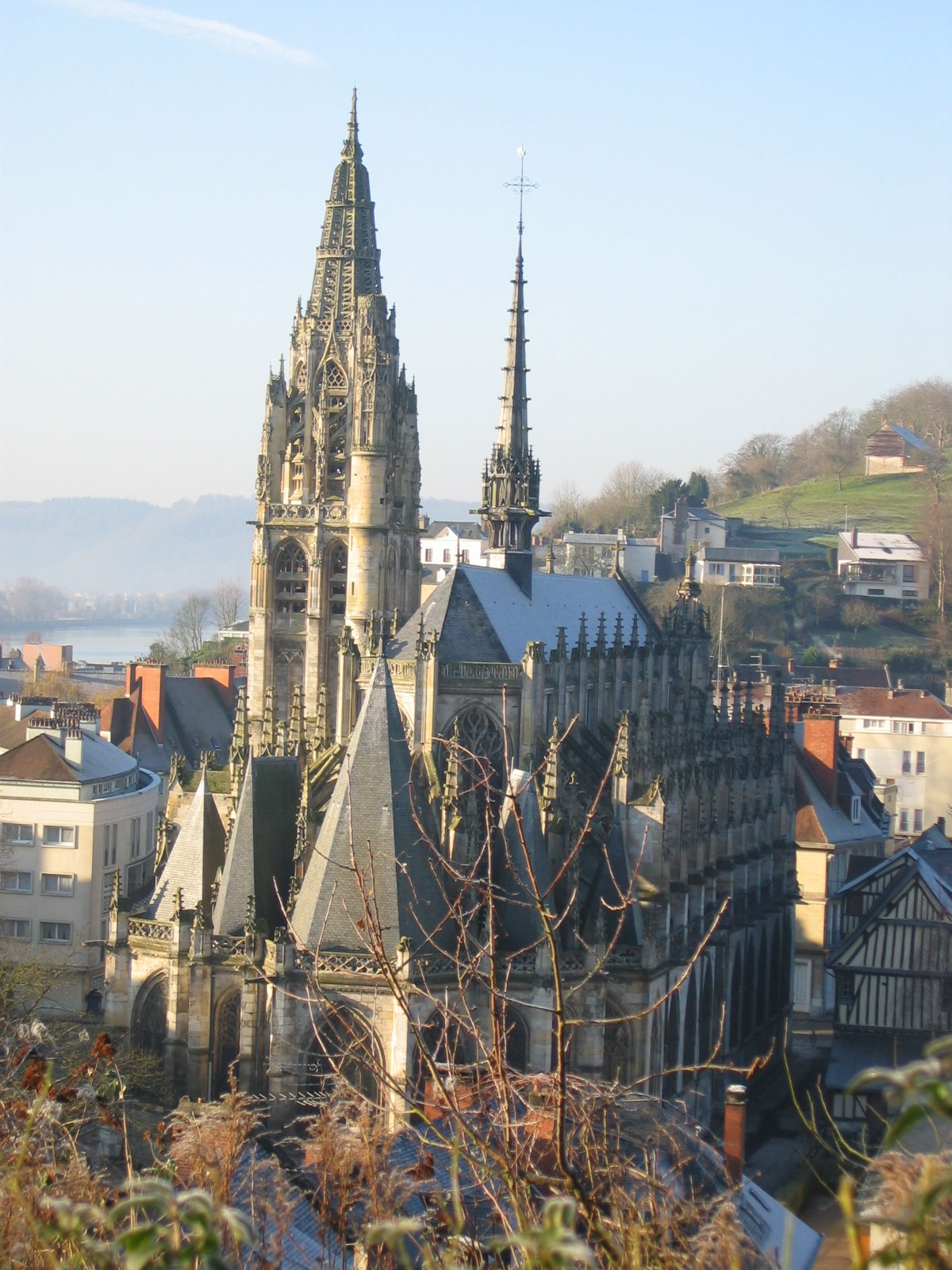
Église flamboyante de Caudebec-en-Caux.

En dépit des incursions de Charles le Téméraire en 1472, les campagnes cauchoises retrouvent un climat de paix pendant environ un siècle. La construction ou les transformations de nombreux édifices religieux témoignent du retour de la prospérité : les églises d’Harfleur, de Caudebec-en-Caux, Saint-Étienne de Fécamp et Saint-Jacques de Dieppe sont bâties en style gothique flamboyant. De nombreux manoirs et châteaux sont influencés par l’architecture de la Renaissance à la fin du XVe siècle : manoir de Bévilliers, de Jean Ango, château d’Angerville-Bailleul, d’Etelan, de Valmont, etc.
Le commerce reprend et les ports se développent : sous le règne de François Ier, l’armateur dieppois Jehan Ango envoie ses navires vers Sumatra, le Brésil et le Canada. Dieppe est aussi le siège une école de cartographie et d’hydrographie sous la direction de Pierre Desceliers. Les pêcheurs de la côte d’Albâtre vont jusqu’à Terre-Neuve d’où ils ramènent des morues. Le port du Havre est fondé en 1517 à la pointe du pays de Caux. Cependant, Rouen reste la métropole économique de la région.
C’est aussi au XVIe siècle qu’est rédigée la Coutume générale de Normandie : le pays de Caux garde cependant sa propre coutume, qui fixe notamment les conditions de l’héritage : le fils aîné reçoit la majeure partie de l’héritage, ce qui a contribué au maintien de la grande propriété dans la région. La charte aux Normands est confirmée en 1587.
Le XVIe siècle Cauchois est enfin marqué par le succès du protestantisme et les guerres de Religion. Un temple protestant est construit au Havre en 1561. En 1562, 25 % des Dieppois sont des huguenots. Ils sont 14 000 en 1685. Les guerres de Religion ravagent le pays de Caux : l’abbaye de Saint-Wandrille est pillée en 1562. Le mobilier et les statues de nombreuses églises sont détruits. 
La révocation de l'édit de Nantes en 1685 provoque l'exil de centaines de huguenots cauchois vers les pays protestants d’Europe et l’Amérique du Nord ; ces exilés étaient souvent des entrepreneurs et des négociants et leur départ représente une perte pour l'économie régionale.

### XVIIeetXVIIIesiècles

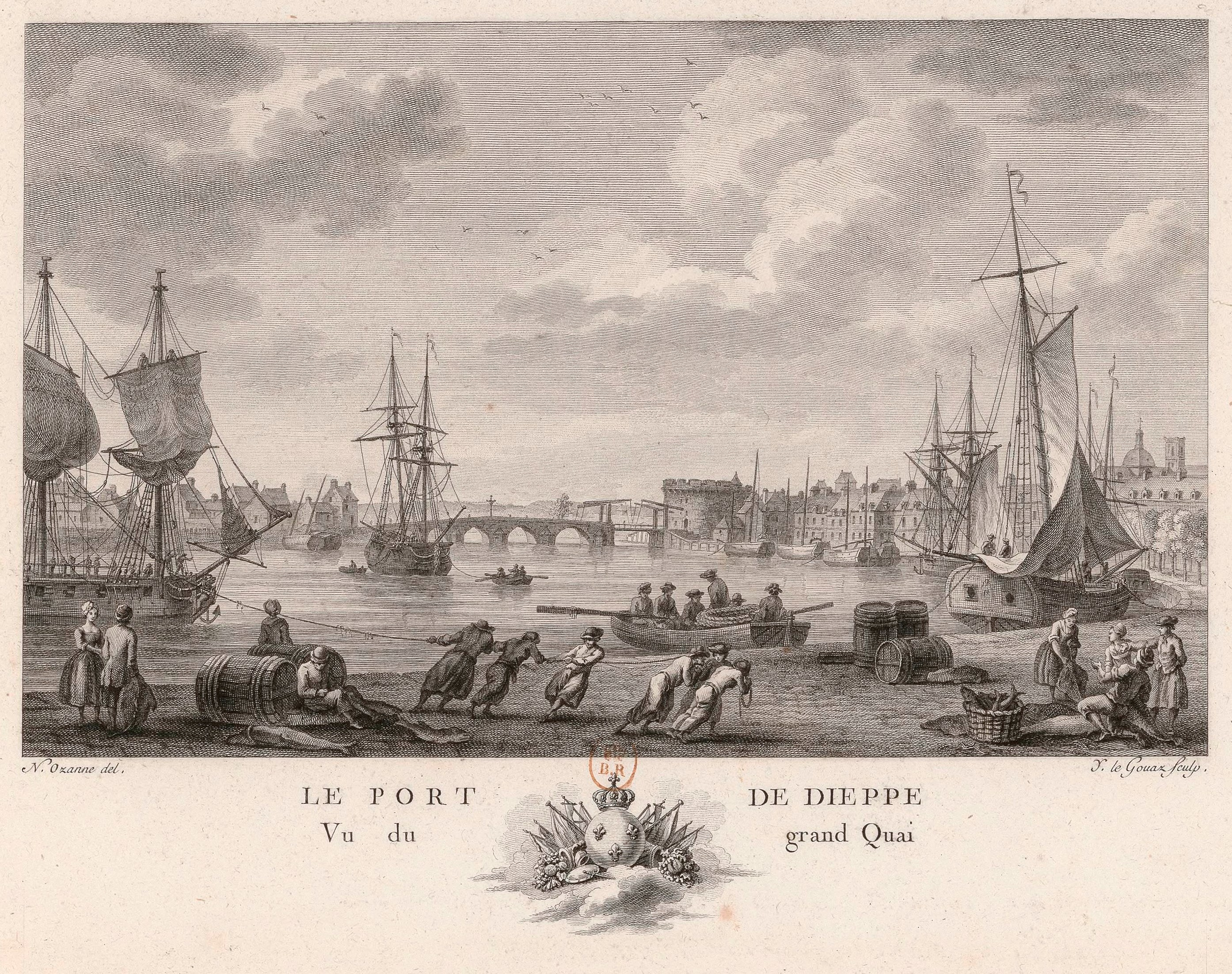
Le port de Dieppe sous l'Ancien Régime.

En 1694, Le Havre et Dieppe sont bombardés par les Anglais (guerre de la Ligue d'Augsbourg 1688-1697).
L’agriculture progresse aux XVIIe et XVIIIe siècles : la culture du blé est le fait de grandes exploitations sur lesquelles est pratiqué l’assolement triennal. La jachère est remplacée progressivement par le trèfle, ce qui améliore la productivité. Le pays de Caux occupe alors, avec le Vexin, la première place en Normandie pour la céréaliculture. Sur les côtes se développe la culture du lin. Au nord, on commence à cultiver du colza. Les récoltes servent surtout à approvisionner la ville de Rouen. Les paysans cauchois sont propriétaires d’une part importante du territoire.
L’artisanat est dominé par la production textile. À la fin du XVIIIe siècle, 20 % de la population active cauchoise travaille dans le tissage et la filature du coton commence son essor. Le marché de Gonneville-la-Mallet est créé en 1633. On y vend des draps, du blé et des fils pour la dentelle. L’économie de Bolbec repose sur l’industrie du drap de laine. Les principaux centres de production de la dentelle sont Le Havre, Dieppe, Montivilliers, Saint-Valery, Fécamp et Caudebec-en-Caux. La petite activité manufacturière se diffuse dans tout le pays de Caux : travail de l’ivoire à Dieppe, chantiers navals du Havre, de Saint-Vaast-Dieppedalle et de Villequier, etc. Le niveau de vie des Cauchois les plus aisés augmente avec l’achat de meubles et d’habits nouveaux,.

### Révolution française
À la veille de la Révolution française, les mécontentements s'accumulent chez les Cauchois : les mauvaises récoltes s'ajoutent aux conséquences du traité de commerce signé avec l’Angleterre en 1784, qui effondre l'industrie et provoque un chômage de masse dans la population. Des heurts ont lieu dans les halles au blés, comme à Yvetot. Les pauvres se rassemblent dans les débits de boissons et manifestent la nuit vers les grosses fermes soupçonnées d'avoir des réserves de blé. Les 13, 14, et 15 juillet, on brise et on brûle les métiers à filer à Rouen. En 1789, quatre districts sont créés sur le pays de Caux : Cany, Caudebec, Dieppe et Montivilliers. Le plateau n’est pas affecté par la Grande Peur. Dans la nuit du 4 août 1789, les privilèges sont abolis : c’est la fin du droit seigneurial de pigeonnier et du droit d’aînesse. Les guerres révolutionnaires affectent l’activité économique qui subit le contrecoup du blocus maritime et des disettes. Pendant la Terreur, la guillotine fonctionne à Dieppe. Sous le Premier Empire, le pays de Caux connaît quelques révoltes à cause de la mauvaise situation économique.

## XIXesiècle: révolution industrielle et développement du tourisme

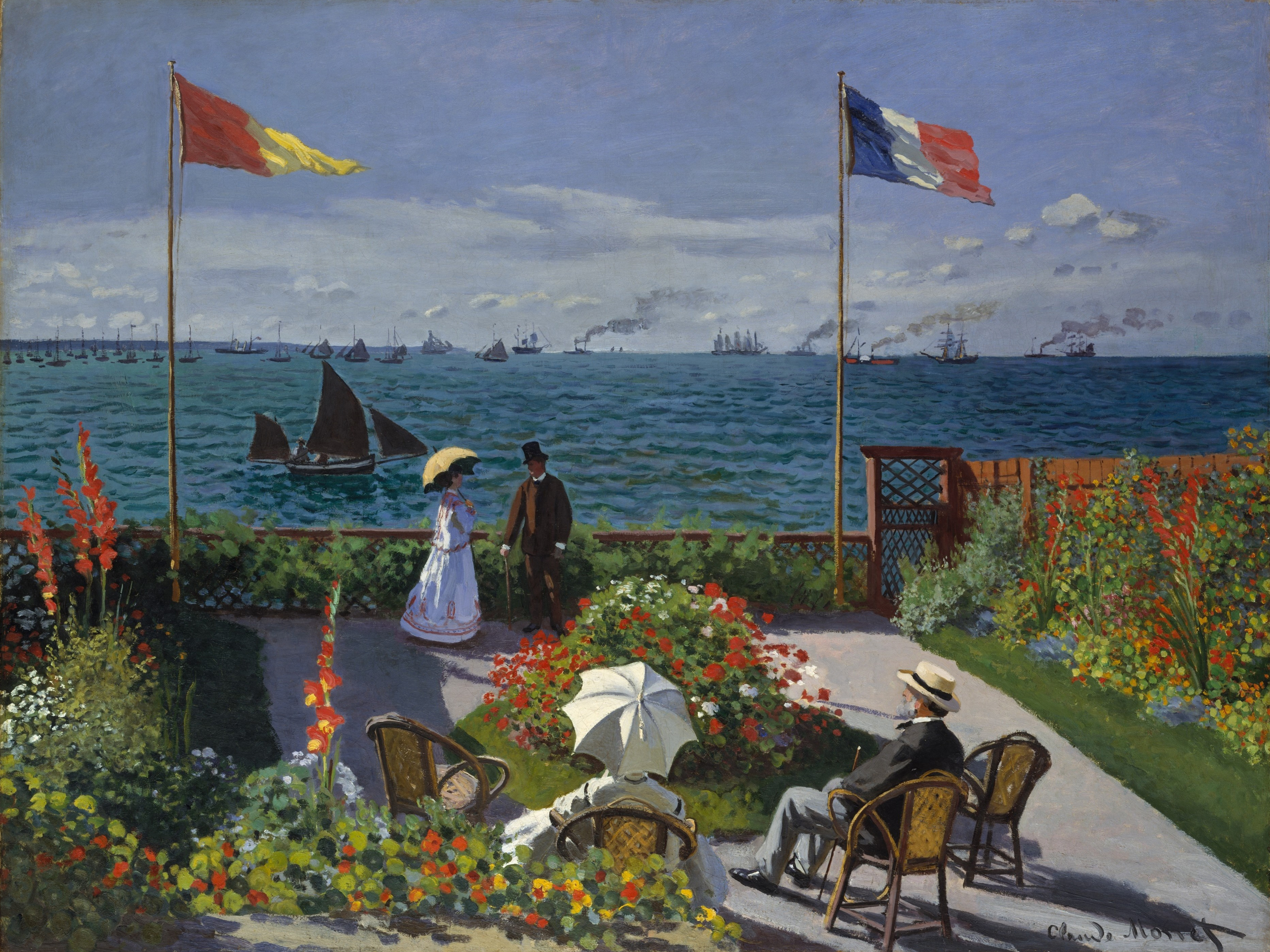
Claude Monet, Jardin à Sainte-Adresse, 1866, Metropolitan Museum of Art (New York).

Dès la Restauration, l’introduction du machinisme dans l’industrie textile provoque de violentes réactions des ouvriers (destruction des machines). En 1848, une grève a lieu dans une filature à Lillebonne. Les "meneurs" sont arrêtés et internés au Havre. Les ouvriers protestent et veulent planter un arbre de la Liberté. Le maire refuse et mobilise la garde nationale. Un coup de feu claque et la Garde nationale, se croyant agressée, tire dans la foule faisant 12 morts. La modernisation de l’agriculture entraîne l’exode rural. Le chemin de fer arrive au Havre et à Dieppe au milieu du XIXe siècle. Il entraîne une augmentation de la fréquentation touristique. Sous le Second Empire, Dieppe devient un lieu de villégiature. D’autres stations balnéaires connaissent un relatif succès : Étretat, Veules-les-Roses, Sainte-Adresse se couvrent de villas. On y aménage des casinos et des établissements de bains. La spéculation foncière va bon train sur le littoral mais aussi la campagne cauchoise, qui connaît des investissements rouennais et parisiens. Les impressionnistes séjournent sur le littoral et peignent Sainte-Adresse ou Étretat.
En 1870, le pays de Caux est envahi par les Prussiens. Bolbec et Dieppe sont occupées.

## XXesiècle

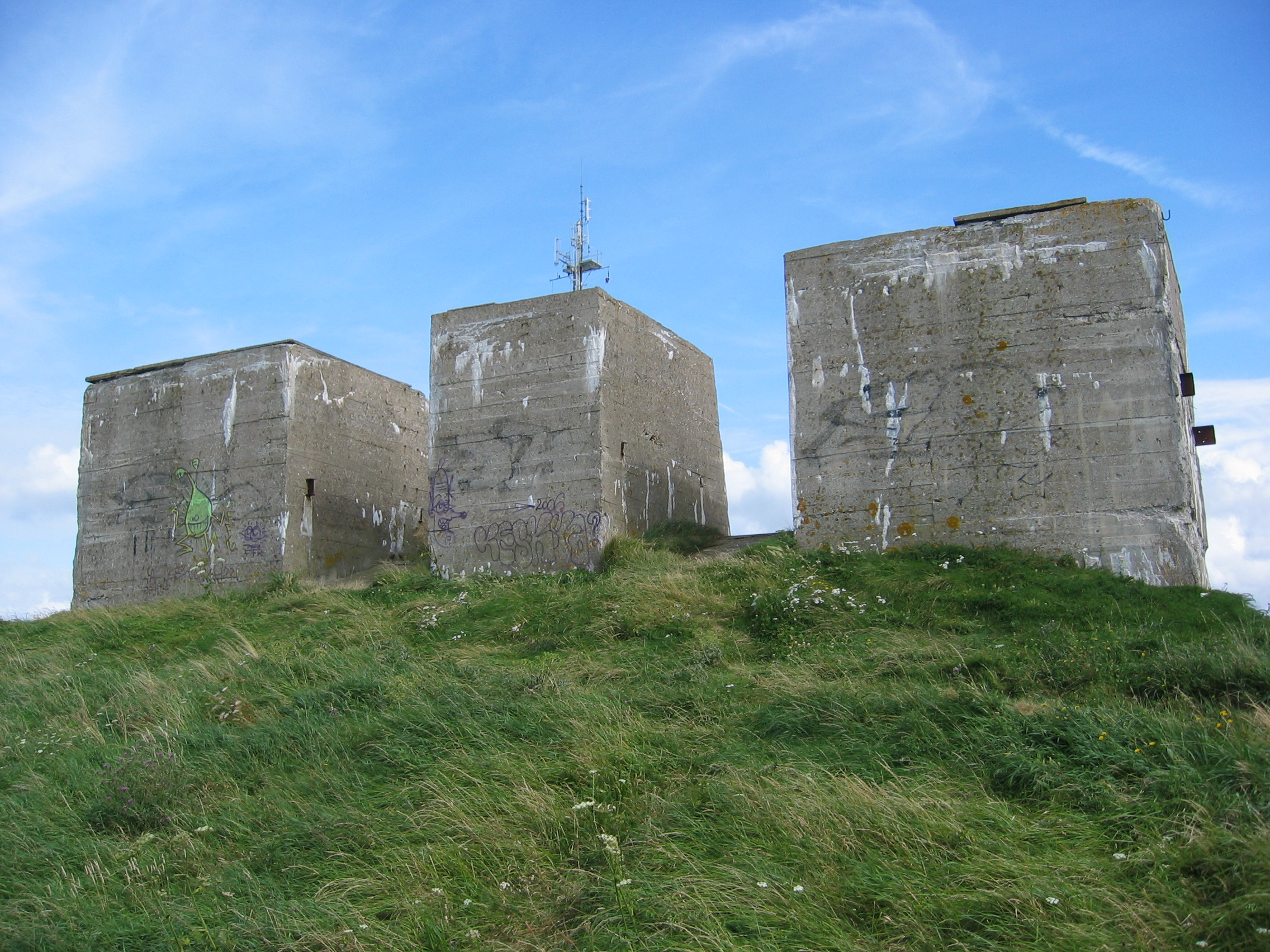
Socles du radar Mammut à Fécamp.

En 1908, une grève des ouvriers agricoles est finalement réprimée. Pendant la Première Guerre mondiale, le pays de Caux sert de base arrière pour le front situé plus au nord. Le gouvernement belge s’installe à Sainte-Adresse. La part des soldats cauchois morts au combat est plus importante que la moyenne nationale : les villes et les bourgs érigent des monuments aux morts. Dans l’Entre-Deux-Guerres, le développement industriels de la Basse-Seine accentue l’exode rural.
Avec l’occupation allemande, la population est réquisitionnée pour construire le mur de l’Atlantique dont il reste de nombreux vestiges sur la côte d’Albâtre (stations de Sainte-Adresse, de Fécamp et de Dieppe). Le pays de Caux est soumis aux bombardements aériens et à une forte répression nazie.
Les Trente Glorieuses sont marquées par des mutations économiques et sociales importantes dans le pays de Caux : dans l’agriculture, l’élevage se renforce. L’arrivée des textiles artificiels achève le déclin des filatures traditionnelles. La concurrence étrangère affecte la construction navale.

## Pour approfondir